# 歐申波特 (新澤西州)
歐申波特（英語：Oceanport）是位於美國新澤西州蒙茅斯縣的自治市鎮。

## 人口
根據2020年美國人口普查的數據，歐申波特的面積為9.83平方千米，當中陸地面積為8.22平方千米，而水域面積為1.61平方千米。當地共有人口6150人，而人口密度為每平方千米626人。